# Establecimiento Penitenciario Miguel Castro Castro
El Establecimiento Penitenciario Miguel Castro Castro, también llamado como Penal de Cantogrande, es un centro penitenciario ubicado en el distrito de San Juan de Lurigancho, en la ciudad de Lima, Perú. La prisión fue edificada entre 1984 y 1986, y en abril del 2018 confinaba a más de 4000 internos de mínima seguridad a pesar de que su capacidad es de 1800 reclusos por lo que se considera que es un penal hacinado.
El establecimiento penitenciario ha sido conocido también por recibir internos muy conocidos a nivel nacional, como el expresidente del Congreso Jaime Yoshiyama, el exministro Geiner Alvarado, el excongresista Daniel Urresti, el excongresista Edwin Donayre, el exalcalde de Lima Luis Castañeda, el expresidente del Consejo de Ministros César Villanueva, el aprista y exministro Luis Nava Guibert, el periodista Mauricio Fernandini, etc.
El 9 de julio de 1990, Víctor Polay Campos y 47 de sus compañeros emerretistas protagonizó una fuga de este establecimiento penitenciario a través de un túnel.
Entre el 6 y 9 de mayo de 1992, se ejecutó un operativo denominado Mudanza 1 en el centro penitenciario tomado por senderistas, el cual generó la muerte de decenas de presos y numerosos heridos. Los internos sobrevivientes fueron sometidos a trato cruel, inhumano y degradante, y violencia sexual. El Estado peruano fue condenado por la utilización excesiva de la fuerza por la Corte Interamericana de Derechos Humanos.